# Kacze Wrótka
Kacze Wrótka (słow. Prostredné kačacie sedlo, Prostredné Kačie sedlo) – przełęcz w głównej grani Tatr (w jej fragmencie zwanym Batyżowiecką Granią) położona pomiędzy Kaczym Szczytem (Kačací štít, 2401 m n.p.m.) a Kaczymi Czubami (Kačací hrb). Na północ od przełęczy znajduje się górne piętro Doliny Kaczej, a na południe – Doliny Batyżowieckiej.
Przełęcz ma charakter piarżystego siodła. Prowadzi przez nią najłatwiejsza droga na wierzchołek Kaczego Szczytu. Najdogodniej na Kacze Wrótka dostać się od południa, żlebem z Doliny Batyżowieckiej.
Pierwszego wejścia dokonali 8 sierpnia 1907 r. podczas przejścia granią Zygmunt Klemensiewicz, Roman Kordys i Aleksander Znamięcki. Brak informacji na temat pierwszego wejścia zimowego na przełęcz.